# MSM-30
Le MSM-30, ou Muscat Securities Market Index, est un indice boursier de la bourse de Mascate, et se compose de 30 des principales capitalisations boursières d'Oman.

## Composition
Au 30 juin 2011, le MSM 30 se composait des titres suivants:
| Symbole | Société                                               | Poids indiciel | Secteur                   |
| ------- | ----------------------------------------------------- | -------------- | ------------------------- |
| ABOB OM | Ahli Bank                                             | 4.55 %         | Finance                   |
| AACT OM | Al Anwar Ceramic Tile                                 | 1.41 %         | Industrie                 |
| AAIT OM | Al Anwar Holdings                                     | 0.33 %         | Matériaux                 |
| ATMI OM | Al Jazeera Steel Products                             | 0.78 %         | Matériaux                 |
| AJSS OM | Al Jazeira Services                                   | 0.44 %         | Industrie                 |
| HECI OM | Al-Hassan Engineering                                 | 0.57 %         | Industrie                 |
| BKDB OM | Bank Dhofar                                           | 8.94 %         | Finance                   |
| BKSB OM | Bank Sohar                                            | 4.75 %         | Finance                   |
| BKMB OM | BankMuscat                                            | 11.33 %        | Finance                   |
| DIDI OM | Dhofar International Development & Investment Holding | 2.3 %          | Finance                   |
| FSCI OM | Financial Services                                    | 0.07 %         | Finance                   |
| GECS OM | Galfar Engineering & Contracting                      | 3.98 %         | Industrie                 |
| GFIC OM | Global Financial Investment Company                   | 0.43 %         | Finance                   |
| GISI OM | Gulf Investments Services                             | 0.17 %         | Finance                   |
| NAPI OM | National Aluminium Production                         | 0.53 %         | Matériaux                 |
| NBOB OM | National Bank Of Oman                                 | 7.6 %          | Finance                   |
| OEIO OM | Oman & Emirates Investment Holding                    | 0.23 %         | Finance                   |
| OCAI OM | Oman Cables Industry                                  | 1.54 %         | Industrie                 |
| OCOI OM | Oman Cement                                           | 4.23 %         | Matériaux                 |
| OFCI OM | Oman Fisheries                                        | 0.46 %         | Consommation non cyclique |
| OFMI OM | Oman Flour Mills                                      | 1.79 %         | Consommation non cyclique |
| OIBB OM | Oman International Bank                               | 7.76 %         | Finance                   |
| OIFC OM | Oman Investment & Finance                             | 0.55 %         | Industrie                 |
| ONIC OM | Oman National Investment Corp Holdings                | 0.81 %         | Finance                   |
| OTEL OM | Oman Telecommunications                               | 10.44 %        | Télécommunications        |
| OMVS OM | OMINVEST                                              | 3.46 %         | Finance                   |
| RCCI OM | Raysut Cement                                         | 5.63 %         | Matériaux                 |
| RNSS OM | Renaissance Services                                  | 7.64 %         | Énergie                   |
| SOMS OM | Shell Oman Marketing                                  | 6.46 %         | Énergie                   |
| VOES OM | Voltamp Energy                                        | 0.81 %         | Industrie                 |